# Chenār Kheyrī
Chenār Kheyrī (persiska: چِنار خِيری, چنار خیری) är en ort i Iran.   Den ligger i provinsen Lorestan, i den västra delen av landet, 400 km sydväst om huvudstaden Teheran. Chenār Kheyrī ligger 1 230 meter över havet och antalet invånare är 172.
Terrängen runt Chenār Kheyrī är varierad.Runt Chenār Kheyrī är det ganska tätbefolkat, med 72 invånare per kvadratkilometer. Närmaste större samhälle är Khorramābād, 10,9 km norr om Chenār Kheyrī. Omgivningarna runt Chenār Kheyrī är i huvudsak ett öppet busklandskap.